# Mitsubishi Pajero Pinin
Mitsubishi Pajero Pinin — автомобіль японської компанії Mitsubishi. Випускається з 15 червня 1998 року в трьохдверному кузові і з 24 серпня 1998 року в п'ятидверному. У деяких країнах відомий як Pajero iO, Montero iO, Shogun Pinin, Pinin. З 2002 року виготовляється за ліцензією в Бразилії як Pajero TR4.

## Конструкція

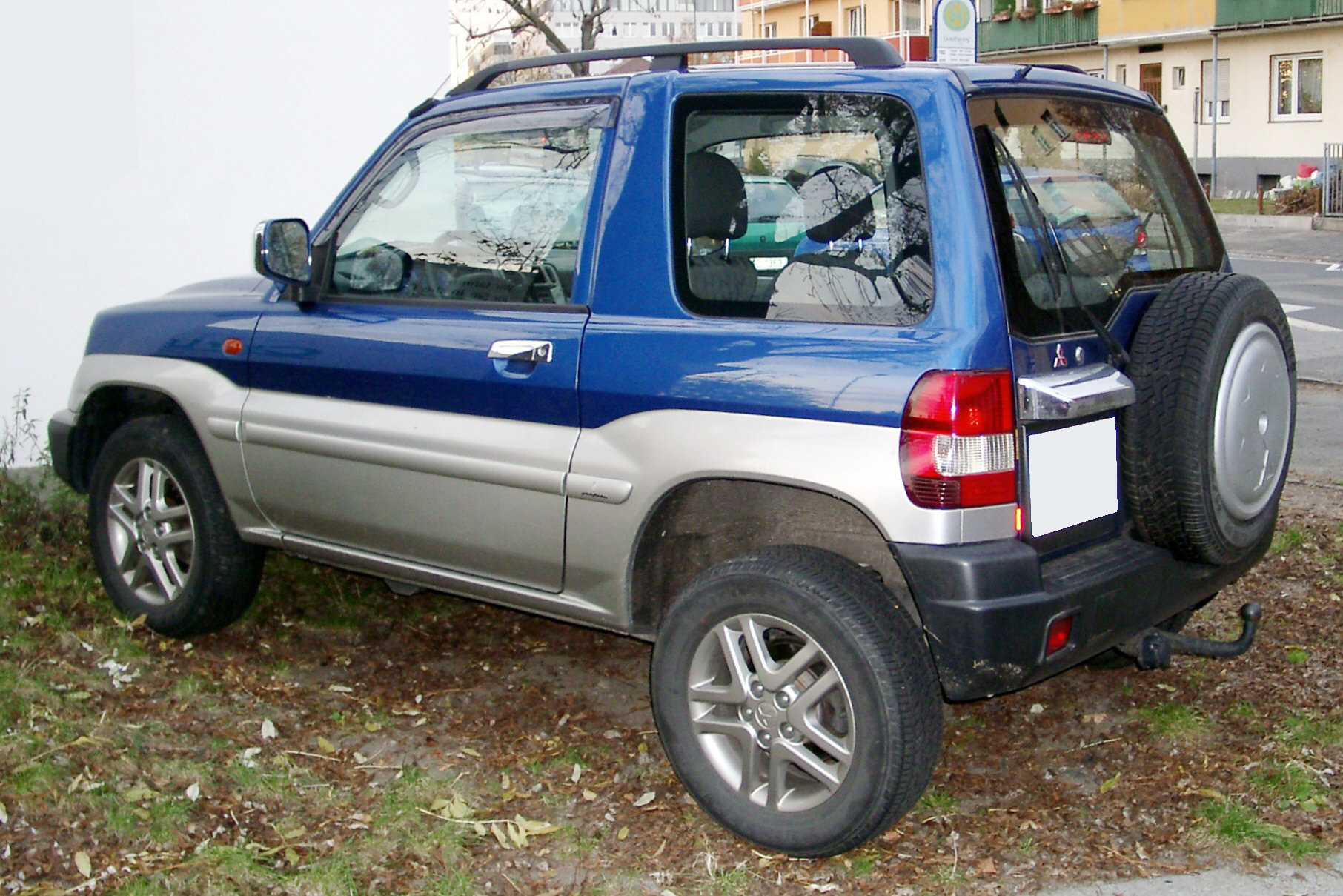
Mitsubishi Pajero Pinin 3 дв.

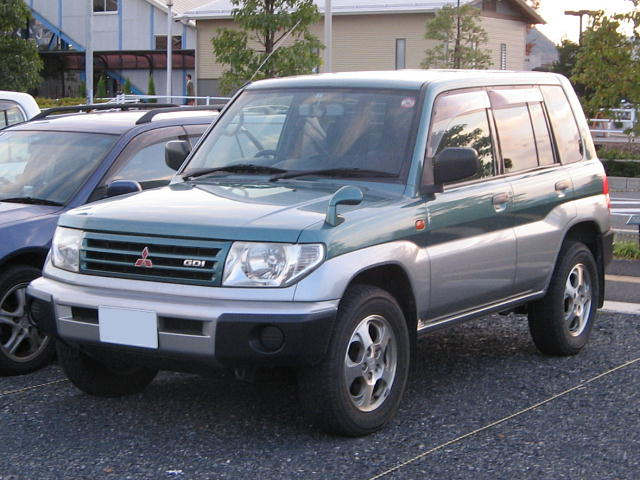
Mitsubishi Pajero Pinin 5 дв.

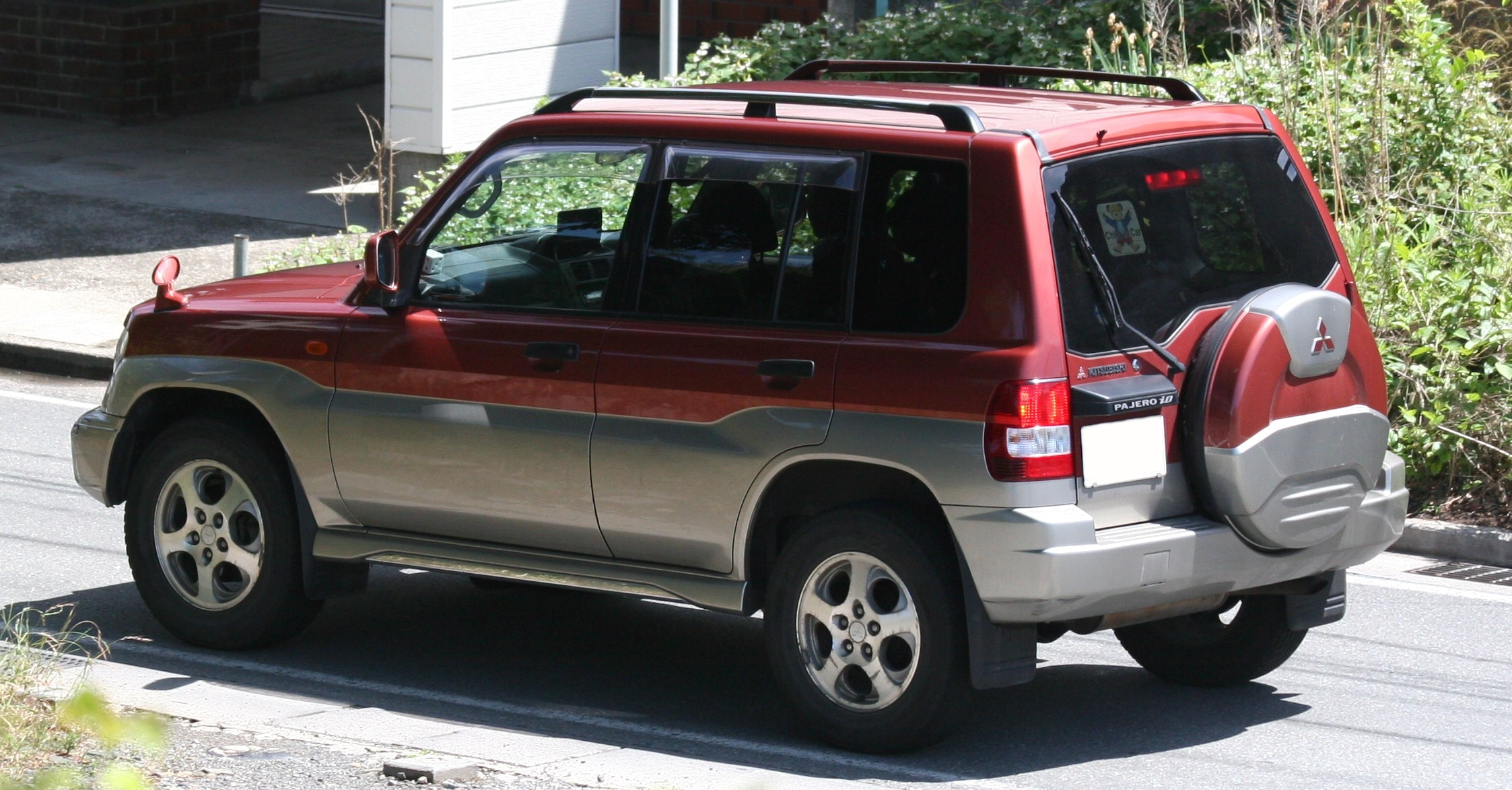
Mitsubishi Pajero Pinin 5 дв.

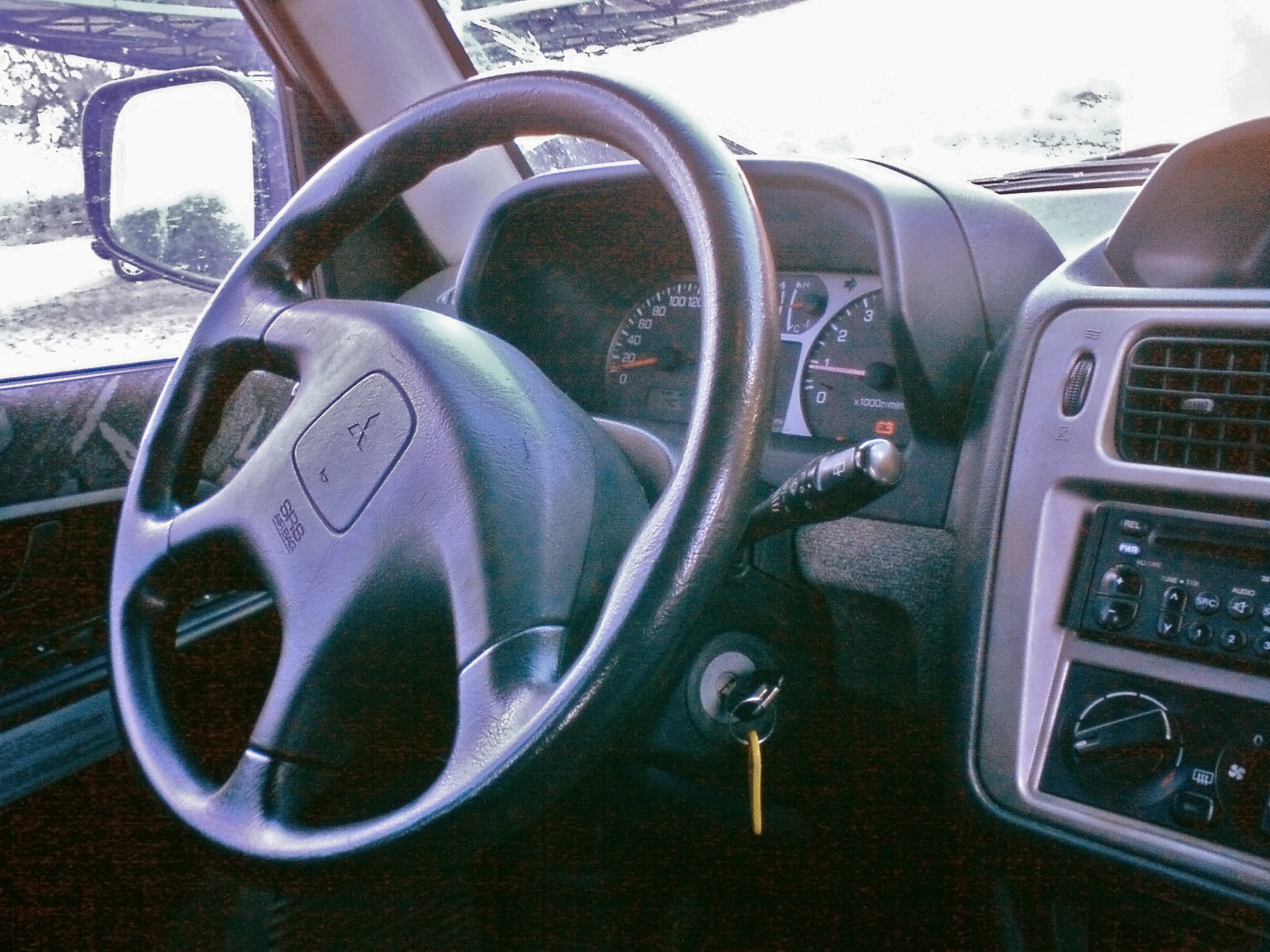

Поява автомобіля пов'язано з потребами споживачів у компактних позашляховиках з габаритами кросоверів. Конструктивно Mitsubishi Pajero Pinin / iO багато в чому пов'язаний з моделлю Pajero, однак, в цій машині несучим елементом є не рама, а кузов. Авторами зовнішнього вигляду та інтер'єру Mitsubishi Pajero Pinin / iO стали італійці з кузовного ательє Pininfarina, про що свідчить скорочення Pinin. Для європейського ринку автомобіль виробляється на заводі «Пінінфаріни». 
Колісна база Mitsubishi Pajero Pinin / iO в трьохдверному виконанні становить 2280 мм, в п'ятидверному - 2450 мм. Передня підвіска виконана на стійках Макферсона, задня - незалежна п'ятиважільна. 
Повний привід виконаний за технологією SS4-i, і він багато в чому повторює рішення, використані в повнорозмірному Mitsubishi Pajero. У звичайних дорожніх умовах Mitsubishi Pajero Pinin / iO є задньопривідним, по команді водія через віскомуфту частина тяги передається на передні колеса. Присутні понижувальна передача і блокування центрального диференціалу. На внутрішньому японському ринку як опція пропонувався диференціал задній осі з блокуванням. 
Є також версія з постійним повним приводом без понижувальної передачі. 
Обидва доступних для Mitsubishi Pajero Pinin / iO двигуна - 4G93 (1,8 літра, 116-160 к.с.) і 4G94 (2 літри, 129 к.с.) оснащені системами MPI (1.8) і GDI (1.8 і 2.0), тобто, безпосереднім уприскуванням. На ринку Близького Сходу - 4G18 (1.6 літра, MPI). Присутні як 5-ступінчаста механічна, так і 4-ступінчаста автоматична коробки передач.

### Двигуни
| Модель  | Код двигуна | Циліндри/Клапани | Hubraum  | Потужність при об/хв | Крутний момент при об/хв | Роки виробництва |
| ------- | ----------- | ---------------- | -------- | -------------------- | ------------------------ | ---------------- |
| 1.8     | 4G93        | 4/16             | 1834 см³ | 114 к.с. при 5500    | 160 Нм при 4000          | 11/2001–2006     |
| 1.8 GDI | 4G93        | 4/16             | 1834 см³ | 120 к.с. при 5250    | 174 Нм при 3500          | 10/1999–03/2001  |
| 2.0 GDI | 4G94        | 4/16             | 1999 см³ | 129 к.с. при 5000    | 190 Нм при 3500          | 11/1999–2006     |

## Виробництво
| Рік  | Виготовлено | Виготовлено | Виготовлено |
| Рік  | Японія      | Італія      | Бразилія    |
| ---- | ----------- | ----------- | ----------- |
| 1998 | 54,262      | -           | -           |
| 1999 | 51,516      | невід.      | -           |
| 2000 | 24,783      | 18,626      | -           |
| 2001 | 13,799      | 12,150      | -           |
| 2002 | 8,959       | 11,300      | 1,380       |
| 2003 | 9,016       | 8,313       | 3,180       |
| 2004 | 8,136       | 8,579       | 6,090       |
| 2005 | 3,592       | -           | 5,280       |
| 2006 | 2,564       | -           | 6,060       |
| 2007 | 505         | -           | 9,300       |

(Джерело: Facts & Figures 2000, Facts & Figures 2005, Facts & Figures 2008, сайт Mitsubishi Motors)